# Periodo interbellico in Europa

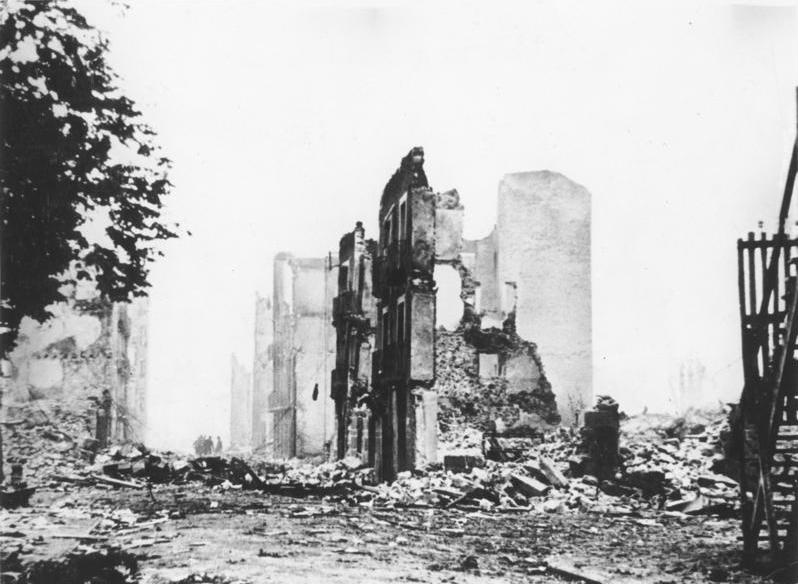
Rovine di Guernica, città bombardata dai tedeschi durante la guerra civile spagnola

Il periodo intercorso fra la prima e la seconda guerra mondiale fu pregno di avvenimenti che mutarono profondamente la struttura politica e sociale europea. Le conseguenze di questi avvenimenti e le decisioni che molti capi di Stato presero a causa di essi precipitarono nuovamente il mondo in una nuova guerra.

## Primi eventi
Il primo evento in ordine cronologico fu senz'altro la stesura del diktat da parte delle nazioni vincitrici della prima guerra mondiale. Nel 1918 la Germania del grande Impero tedesco fondato da Bismarck è una nazione esausta e sconfitta, fiaccata dalle enormi perdite di vite umane, dai costi della guerra e dalla crescente opposizione interna fomentata dai marxisti, che organizzano scioperi e manifestazioni di piazza. Così nel novembre 1918 il governo tedesco si vede costretto a chiedere l'armistizio alle potenze della Triplice intesa guidate dalla Francia e dall'Inghilterra. Il generale Ferdinand Foch comandante in capo dell'esercito francese è spietato e coglie l'occasione per vendicare lo smacco subito dalla Francia nella Guerra franco-prussiana, imponendo alla Germania il pagamento di pesantissime indennità e condizioni di pace vessatorie fra cui la restituzione dell'Alsazia-Lorena, la smilitarizzazione della Renania, la riduzione della flotta navale e dell'esercito. L'umiliazione inflitta in questo modo alla potenza tedesca sarà uno dei principali motivi che porterà il partito nazionalsocialista alla conquista del potere nel quadriennio 1929-1933.
Nei primi anni del dopoguerra si affermeranno in Europa vari movimenti nazionalisti, tra cui il movimento fascista italiano, che prenderanno il potere in alcune nazioni del Vecchio Continente (Italia, Grecia, Ungheria, Bulgaria e Finlandia). Proprio dal movimento fascista alcuni nazionalisti tedeschi prenderanno spunto per fondare il Deutsche Arbeiterpartei (Partito dei Lavoratori Tedeschi).
Il secondo grande evento che può essere posto fra le cause scatenanti la seconda guerra mondiale fu il crollo della borsa di Wall Street del 1929. La Germania, già appesantita dal pagamento annuale delle indennità di guerra, precipitò in una gravissima crisi economica, caratterizzata dalla totale svalutazione della moneta tedesca e da un altissimo tasso di disoccupazione. In questa situazione di incertezza e di fame, lo NSDAP (Nationalsozialistische Deutsche Arbeiterpartei; partito nazionalsocialista dei lavoratori tedeschi), che si riproponeva di creare nuovi posti di lavoro e migliorare lo stile di vita del proletariato ridotto alla fame, acquistò in breve tempo numerosi consensi e nelle elezioni per il Reichstag del settembre 1930 ottenne il 18,3% dei voti, affermandosi come forza politica il cui ingresso nel parlamento divenne fondamentale per la formazione di una coalizione di governo. Tale rapida ascesa condusse il capo del Partito nazionalsocialista Adolf Hitler alla carica di cancelliere nel 1933; egli applicò le teorie che erano alla base dell'ideologia del partito (militarizzazione, antisemitismo e il famoso Lebensraum, la cosiddetta teoria dello "spazio vitale") spingendo decisamente la Germania verso la riaffermazione come potenza militare e politica di livello mondiale.

## La guerra civile spagnola
La guerra civile spagnola fu il più grande conflitto preliminare alla seconda guerra mondiale in Europa e si svolse dal 1936 al 1939. Fu anche una delle guerre civili più sanguinose e violente della storia europea. Già dal 1931 il re Alfonso XIII abdicò a causa delle pressioni politiche dei partiti a lui ostili, specialmente quello socialista. Nasceva così la seconda repubblica spagnola, guidata dai socialisti con a capo Niceto Alcala Zamola. Però, dopo la vittoria del centrodestra nelle elezioni del 1933, si iniziarono ad abolire parte delle riforme che aveva fatto il governo di sinistra, soprattutto la riforma agraria. La Spagna divenne un paese politicamente molto diviso. A sinistra erano sempre più popolari i movimenti anarchici, socialisti e comunisti, mentre a destra diventava forte l'opposizione monarchica, cattolica e soprattutto la Falange, movimento che univa un po' tutte le correnti della destra e vicina ai militari e ai nazionalisti. Improvvisamente iniziarono a scoppiare rivolte e scioperi operai in tutta la Spagna. Si susseguirono varie crisi governative fino a quando, nel 1936, ritornarono al potere i socialisti per circa 800.000 voti. Le sinistre, dopo le elezioni, si lasciarono prendere dall'euforia e iniziarono ad assalire le chiese ed alcune sedi della Falange, l'organizzazione di destra più popolare in Spagna in quel momento.
I fatti, però, degenerarono nell'estate del 1936: già in primavera si erano susseguiti scontri di piazza tra falangisti ed anarchici. Ma il vero e proprio casus belli fu l'uccisione, il 13 luglio 1936, di Josè Calvo Sotelo, leader dell'opposizione monarchica, da parte di alcuni poliziotti di simpatia socialista, a sua volta fatto come vendetta per l'uccisione dell'ufficiale di polizia Josè Castillo, membro di un'organizzazione antifascista per militari. Le forze nazionaliste insorsero contro il governo socialista democraticamente eletto. La sollevazione (Alzamiento, come fu chiamato dai militanti di destra) partì dalle truppe stanziate nel Marocco spagnolo, e successivamente alcune fra le più importanti città spagnole: Siviglia, La Coruña, Pamplona e Cadice. Non però Madrid e Barcellona, dove le milizie governative riuscirono a difendere le città. Così l'insurrezione, comandata dal Generale delle truppe spagnole in Africa Francisco Franco e da altri generali legati alla destra come Emilio Mola e Gonzalo Quieto (anche se sarà Franco alla fine a prendersi le redini della rivolta), si trasformò da Golpe a sanguinosa guerra civile. Circa 50000 persone che si trovavano nelle zone controllate dai nazionalisti vennero giustiziate o assassinate. Il 21 luglio i falangisti conquistarono l'importante base repubblicana di Ferrol. Immediatamente arrivarono aiuti importanti, umani e materiali da Italia e Germania, che avranno un grande impatto sul conflitto. Dall'altra parte ci fu invece l'aiuto delle Brigate Internazionali, composte da tutti gli antifascisti d'Europa e formate da circa 40000 uomini più 10000 infermieri e sanitari. L'Unione Sovietica di Stalin inviò circa 3000 uomini. Il fronte repubblicano ebbe subito le simpatie della Francia (dove erano al potere i socialisti di Daladier, considerato baluardo dell'antifascismo europeo) che inviò circa 10000 soldati tra le file delle Brigate Internazionali.
I Franchisti cercarono di prendere Madrid già in gennaio e in febbraio, ma la resistenza repubblicana fu tenace e la capitale resistette. L'8 febbraio 1937 caddero Malaga e Guernica, due giorni dopo il devastante bombardamento dell'aviazione tedesca che la rase al suolo. Ai primi di luglio i repubblicani lanciarono una violenta controffensiva nell'area di Madrid che venne contenuta. Franco lanciò una nuova offensiva nell'Aragona, conquistando Santander e Gijón. Il 28 agosto il Vaticano riconobbe il governo Franchista. Durante tutto il 1938 le truppe nazionaliste sconfissero ripetutamente le truppe governative, conquistarono la città di Tuerel in febbraio, raggiunsero il Mediterraneo e tagliarono in due la Spagna repubblicana. La guerra ormai volgeva al loro favore. In maggio il governo chiese la resa, ma Franco insistette per una resa incondizionata ed il conflitto continuò ad infuriare. In estate le truppe repubblicane cercarono di riconnettere il territorio diviso con un'offensiva, ma fallirono.
Infine nel 1939 caddero Valencia, Barcellona ed infine Madrid il 28 marzo. Il 27 Regno Unito e Francia riconobbero con riluttanza il governo Franchista. Il 1º aprile le truppe repubblicane si arresero. Circa 60000 fascisti italiani e 20000 tedeschi combatterono con le truppe Franchiste. Il numero delle vittime non è accertato, ma recenti stime parlano di 71.000 morti tra le file dei Franchisti (di cui 13000 stranieri) e 68.000 circa tra i repubblicani (di cui 10000 stranieri) più almeno 100.000 civili per un totale di quasi 240.000 morti su una popolazione di circa 24 milioni di abitanti. La dittatura di Franco durò fino al 1975.

## La Grande Germania
Fin dal 1933, l'attività diplomatica di Adolf Hitler nei confronti della Polonia fu volta verso un atteggiamento apparentemente distensivo, concretizzato nel tentativo di aggregarla al patto anticomintern, un patto inizialmente stipulato tra Germania ed Impero giapponese e che successivamente avrebbe compreso il Regno d'Italia, la Spagna, il Regno di Ungheria ed il Manciukuò, da contrapporre al Comintern. In quest'ottica nel 1934 i due paesi stipularono un patto di non aggressione della prevista durata decennale. Il patto doveva rimanere in vigore anche oltre la scadenza se non denunciato con preavviso di sei mesi.

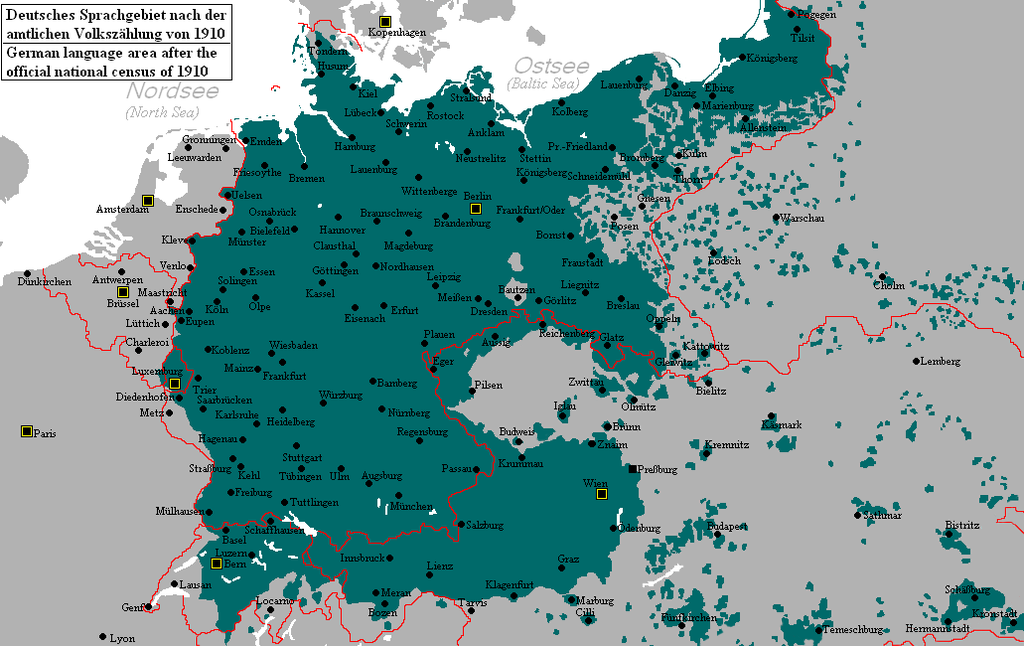
Le zone dell'Europa di lingua tedesca nel 1910

Nel medesimo periodo il Führer iniziò concretamente a porre le basi per il suo progetto di costituzione della Großdeutschland, la Grande Germania, ossia l'unificazione dei territori aventi la maggioranza della popolazione di lingua ed etnia tedesca. Il primo passo fu l'aumento della sua influenza tedesca sull'Austria, iniziata con l'assassinio del Cancelliere austriaco Engelbert Dollfuß a favore del fascista austriaco Arthur Seyß-Inquart (divenuto prima ministro degli esteri e successivamente Cancelliere), e conclusa il 12 marzo 1938 con la definitiva annessione del paese, attraverso il cosiddetto Anschluss.
Nel 1935 Hitler ottenne anche la riannessione del territorio della Saarland, la regione ricca di risorse carbonifere occupata da Francia e Regno Unito al termine della prima guerra mondiale secondo le clausole contenute nel trattato di Versailles, che avevano concesso lo sfruttamento del carbone della valle della Saar alla Francia quale indennizzo. Le clausole del trattato prevedevano che dopo quindici anni la popolazione avrebbe dovuto esprimersi attraverso un referendum, per decidere se il territorio avesse dovuto o meno ritornare sotto il governo tedesco. Il 13 gennaio 1935 con circa il 90% di favorevoli, la regione della Saar fu riannessa alla Germania, smilitarizzata, e ribattezzata "Westmark".

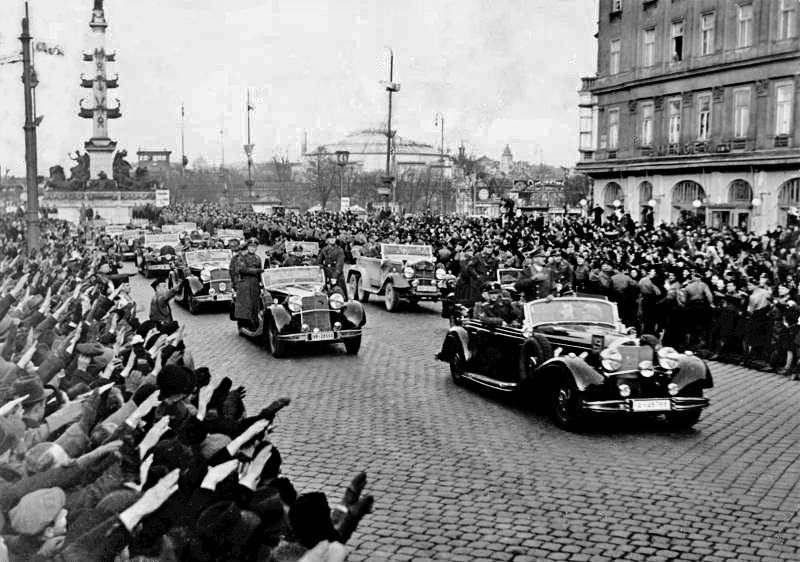
Adolf Hitler fa il suo ingresso a Vienna, nel marzo del 1938, a seguito dell'Anschluss.

Nel frattempo Hitler annunciò in aperta violazione del trattato di Versailles, il ripristino della coscrizione obbligatoria, la formazione della Luftwaffe e la sua intenzione di non osservare più le clausole sul disarmo. La reazione dei paesi appartenenti alla Società delle Nazioni, direttamente interessati alle vicende che si stavano svolgendo in Germania, fu immediata, e tra l'11 ed il 14 aprile 1935 il ministro degli esteri francese Pierre Laval, il primo ministro del Regno Unito Ramsay MacDonald e Benito Mussolini si incontrarono a Stresa, dove venne presa la decisione di fronteggiare congiuntamente una eventuale minaccia bellica proveniente dalla Germania, creando il cosiddetto "fronte di Stresa". Il 2 maggio la Francia riuscì a coinvolgere nell'alleanza antitedesca l'Unione Sovietica, stipulando un patto di non aggressione e di mutua assistenza. Quest'ultima il 17 maggio ratificò un patto analogo con la Cecoslovacchia. Hitler, al fine di incrinare il fronte comune che stava crescendo intorno alla Germania, il 18 giugno concluse il patto navale anglo-tedesco, che limitava il tonnellaggio della Kriegsmarine al 35% di quello della Royal Navy, ricevendo indirettamente l'autorizzazione da parte dei britannici al suo riarmo navale e aprendo una falla nel fronte di Stresa; fronte che crollò a seguito dell'invasione italiana dell'Etiopia.
La politica di rafforzamento di riarmo e di espansione condotta fino a quel momento da Hitler non conobbe soste, e il passo successivo fu la rimilitarizzazione della Renania al confine con Belgio, Paesi Bassi e Francia. Per le clausole del trattato di Versailles, questa regione doveva essere occupata per quindici anni dagli alleati allo scopo di limitare una possibile futura minaccia proveniente dalla Germania, ma nel 1925 il Cancelliere tedesco Gustav Stresemann nell'ambito del cosiddetto patto di Locarno o patto Renano aveva sottoscritto un impegno a mantenere la Renania come regione smilitarizzata, in cambio del ritiro delle truppe alleate.
Il 7 marzo 1936 il Führer, contravvenendo a quanto stabilito nel patto, inviò nella regione circa 2.000 soldati, giustificando la sua azione come una risposta ad una precedente violazione da parte della Francia. Ancora una volta le due potenze, insieme all'Italia, accettarono senza reagire la violazione del patto; inoltre un successivo referendum proposto alla popolazione della Renania ebbe un risultato schiacciante a favore dell'attraversamento del Reno da parte della Wehrmacht.

## L'annessione dell'Austria
Già dal 1933, dopo la sua presa di potere, Hitler aveva puntato le sue mire espansionistiche sull'Austria, stato erede, anche se piccolo, del grande impero Austro-ungarico, che, abitata quasi completamente da persone di etnia tedesca, veniva considerata tassello più che fondamentale per il reich. In più dal 1932 si erano iniziati a far sentire anche i nazionalsocialisti austriaci, che premevano per una riunificazione con la Germania. Per uscire da questa situazione, il primo ministro Engelbert Dollfuß fece approvare la riforma "Governo per decreto", che aboliva il parlamentarismo e aumentava il suo potere. In più si avvicinò all'Italia fascista. La vita di Dollfuß non durò a lungo: il 25 luglio 1934 venne assassinato da dei simpatizzanti nazionalsocialisti austriaci, che tentarono un colpo di Stato, ma fallì, anche grazie all'aiuto dell'Italia. Dopo varie crisi governative, salì al potere il successivo governo socialdemocratico di Kurt Alois Von Schuschnigg il quale cercò di evitare un'annessione alla Germania.
Ma naturalmente non mancò la risposta tedesca: Hitler premette su Schuschnigg perché legalizzasse il partito nazionalsocialista austriaco, cosa che avrebbe compromesso la sorte politica austriaca. Il Fuhrer era ben deciso a far diventare l'Austria uno stato satellite della Germania. Hitler chiese anche che Arthur Seyss-Inquart, avvocato e soprattutto uno dei massimi esponenti del nazionalsocialismo austriaco, fosse nominato in una carica di governo. Con riluttanza Schuschnigg nominò Seyss-Inquart Ministro degli interni. Per evitare l'inevitabile, Schuschnigg chiese aiuto alle potenze occidentali, specialmente a Francia ed Inghilterra, ma non poterono fare molto. Hitler, infuriato, disse a Schuschnigg di dimettersi dalla carica di primo ministro minacciando ritorsioni.
Stritolato dalle pretese tedesche, il cancelliere austriaco si dimise dalla carica di primo ministro, e venne sostituito da Seyss-Inquart. Quest'ultimo fu a capo del governo dell'Austria per un giorno, e la sua unica mossa fu quella, dopo un telegramma di Goering, di aprire le frontiere austriache alle truppe tedesche. Queste ultime entrarono a Vienna il 13 marzo 1938, completando l'Anschluss, l'annessione dell'Austria alla Germania Nazionalsocialista. Il tutto fu seguito da un plebiscito, in cui il 97,8 per cento degli aventi diritto di voto fu favorevole ad una unificazione con la Germania. In realtà questo voto fu abbastanza pilotato con chiare violazioni delle libertà elettorali e largo uso della violenza. Tuttavia sembra oggi, anche se la questione è aperta, che la maggior parte della popolazione austriaca non fosse così contraria alla dominazione tedesca, come dimostrano le immagini dell'arrivo trionfale di Adolf Hitler a Vienna.

## La conferenza di Monaco e l'occupazione della Cecoslovacchia

Mappa della Cecoslovacchia con evidenziate le minoranze linguistiche; in blu, le regioni a maggioranza tedesca fino alla seconda guerra mondiale

Il passo successivo fu quello di annettere la Cecoslovacchia, con l'acquiescenza della Gran Bretagna; anche in questo caso, negli ambienti militari, l'atteggiamento del Führer suscitò perplessità, in quanto lo Stato Maggiore tedesco non riteneva la guerra inevitabile ed, allo scopo, egli convocò il 5 novembre 1937 una riunione con i vertici del Reich e delle forze armate nella quale espose le sue teorie a proposito dello spazio vitale, non riuscendo tuttavia a vincere totalmente lo scetticismo su un possibile conflitto su larga scala. nel marzo del 1938, dopo l'annessione dell'Austria attraverso l'Anschluss, la minoranza etnica tedesca residente in Cecoslovacchia, in particolare in Boemia e Moravia, che contava circa tre milioni di abitanti concentrati principalmente nella regione dei Sudeti, iniziarono a scendere nelle strade al grido di Ein Volk, ein Reich, ein Führer (un popolo, un regno, una guida), reclamando un ritorno alla Germania dopo lo "spostamento" avvenuto a seguito della dissoluzione dell'Impero austro-ungarico, e tale richiesta fu formalizzata il 23 aprile dal partito tedesco dei Sudeti, il quale, sotto la guida di Konrad Henlein e Karl Hermann Frank, richiese la completa autonomia per la popolazione di lingua tedesca.
Contemporaneamente Hitler iniziò a dare istruzioni al capo dell'Oberkommando der Wehrmacht, il generale Wilhelm Keitel, per la preparazione del piano "Fall Grün", il "caso verde", per l'invasione della Cecoslovacchia ed il 28 aprile il primo ministro del Regno Unito Neville Chamberlain e quello francese Édouard Daladier si incontrarono a Londra per trovare una soluzione al fine di garantire il mantenimento della pace ma non si riuscì ad andare oltre ad un suggerimento alla Cecoslovacchia di cedere alle richieste tedesche; la successiva mobilitazione dei due eserciti lungo il confine ceco-tedesco indusse i ministri degli esteri Lord Halifax e Georges Bonnet ad ammonire la Germania che un eventuale attacco avrebbe provocato l'inizio di una guerra ma solo nel caso in cui la Cecoslovacchia non avesse ceduto alle richieste provenienti da Berlino e deplorando al tempo stesso "l'inutile provocazione della mobilitazione dell'esercito cecoslovacco". Hitler annunciò che l'invasione della Cecoslovacchia sarebbe iniziata il 1º ottobre ma ricevette l'obiezione del generale Ludwig Beck e di altri ufficiali superiori sull'impreparazione della Germania alla guerra con minaccia di dimissioni; il generale Walther von Brauchitsch, comandante in capo dell'esercito, convocò una riunione al fine di scongiurare l'ipotesi di dimissioni di un numero elevato di generali in previsione dell'invasione della Cecoslovacchia ma, nel settembre del 1938, il generale Beck rassegnò comunque le dimissioni dall'esercito..
L'atteggiamento delle potenze occidentali, compresi gli Stati Uniti d'America, i quali, per voce del loro ambasciatore a Parigi William Christian Bullitt, Jr., sostennero che i "cecoslovacchi preferivano un conflitto che avrebbe distrutto l'Europa piuttosto che accontentare Hitler", era così incline ad evitare qualunque possibilità di guerra che il Governo cecoslovacco, il 5 settembre, esaudì tutte le richieste presentate in aprile da Henlein, facendo venire meno il pretesto di un attacco da parte della Germania, ma il 12 settembre il Führer tenne a Norimberga un appassionato discorso che provocò nei Sudeti una serie di disordini che furono sedati solo con l'introduzione della legge marziale e l'invio dell'esercito nella regione. Neville Chamberlain il 14 settembre chiese ed ottenne un incontro con Hitler che avvenne il giorno successivo a Berchtesgaden, dove il politico inglese assicurò che Gran Bretagna e Francia non si sarebbero opposte all'annessione delle zone della Cecoslovacchia in cui la popolazione tedesca superasse la metà degli abitanti, mentre Hitler si impegnò a non attaccare fino al loro successivo incontro.

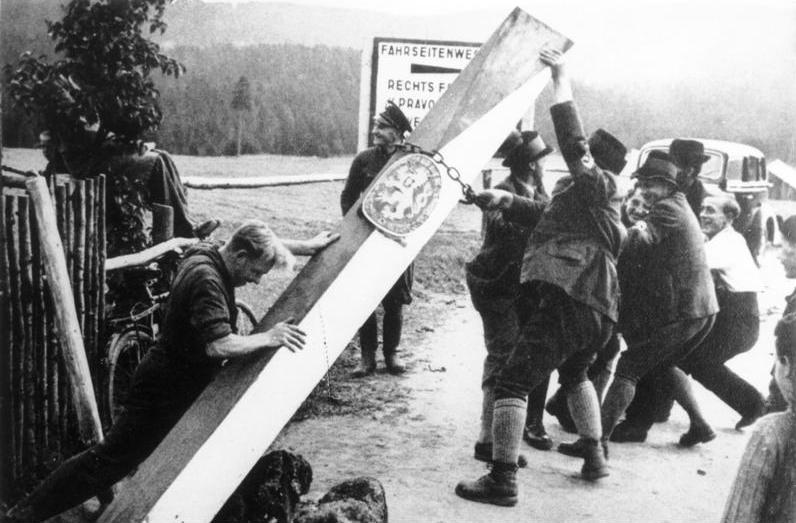
La rimozione della barriera di confine tra la Germania e la Cecoslovacchia nella regione dei Sudeti

Gli impegni presi a Berchtesgaden privarono la Cecoslovacchia di una parte consistente di territorio e della sua principale linea di difesa rappresentata dalle montagne della regione dei Sudeti ma il Presidente Edvard Beneš fu costretto ad accettare, ed il 21 settembre firmò la cessione dei Sudeti alla Germania, dove nel frattempo erano stati costituiti i Sudeten German Freikorps, ricevendo lo stesso giorno la richiesta da parte della Polonia della città di Teschen, a maggioranza polacca, e, da parte dell'Ungheria, la cessione delle zone della Rutenia e della Slovacchia abitate in massima parte da magiari. Contemporaneamente Hitler e Chamberlain ebbero il loro secondo incontro a Bad Godesberg dove il Führer rimarcò la necessità di una "germanizzazione" dei territori annessi e, alla richiesta del primo ministro inglese sulla "dimensione" di questa operazione, Hitler rispose che bisognava evitare che la Cecoslovacchia diventasse uno Stato bolscevico.
Chamberlain comunicò a Beneš le richieste di Hitler, il quale indicò nel 1º ottobre la data dell'attacco tedesco se Praga non avesse evacuato totalmente le zone annesse dalla Germania. L'atteggiamento del Führer spinse la Francia a rafforzare le unità presenti lungo la linea Maginot, il Regno Unito ad allertare la flotta e la Cecoslovacchia a mobilitare circa un milione di riservisti, tanto che il primo ministro britannico, contemporaneamente al Presidente degli Stati Uniti d'America Franklin Delano Roosevelt, inviò una richiesta a Mussolini affinché intercedesse per convocare una conferenza internazionale con l'unico scopo del mantenimento della pace. Il Duce acconsentì, invitando Hitler alla prudenza e concordando un incontro che avrebbe dovuto svolgersi a Monaco il 29 settembre con la partecipazione di Germania, Italia, Francia, Regno Unito ma non della Cecoslovacchia; il presidente Beneš insistette presso Chamberlain affinché un suo rappresentante fosse presente ma questi si limitò a rispondere "che ne avrebbe tenuto conto".

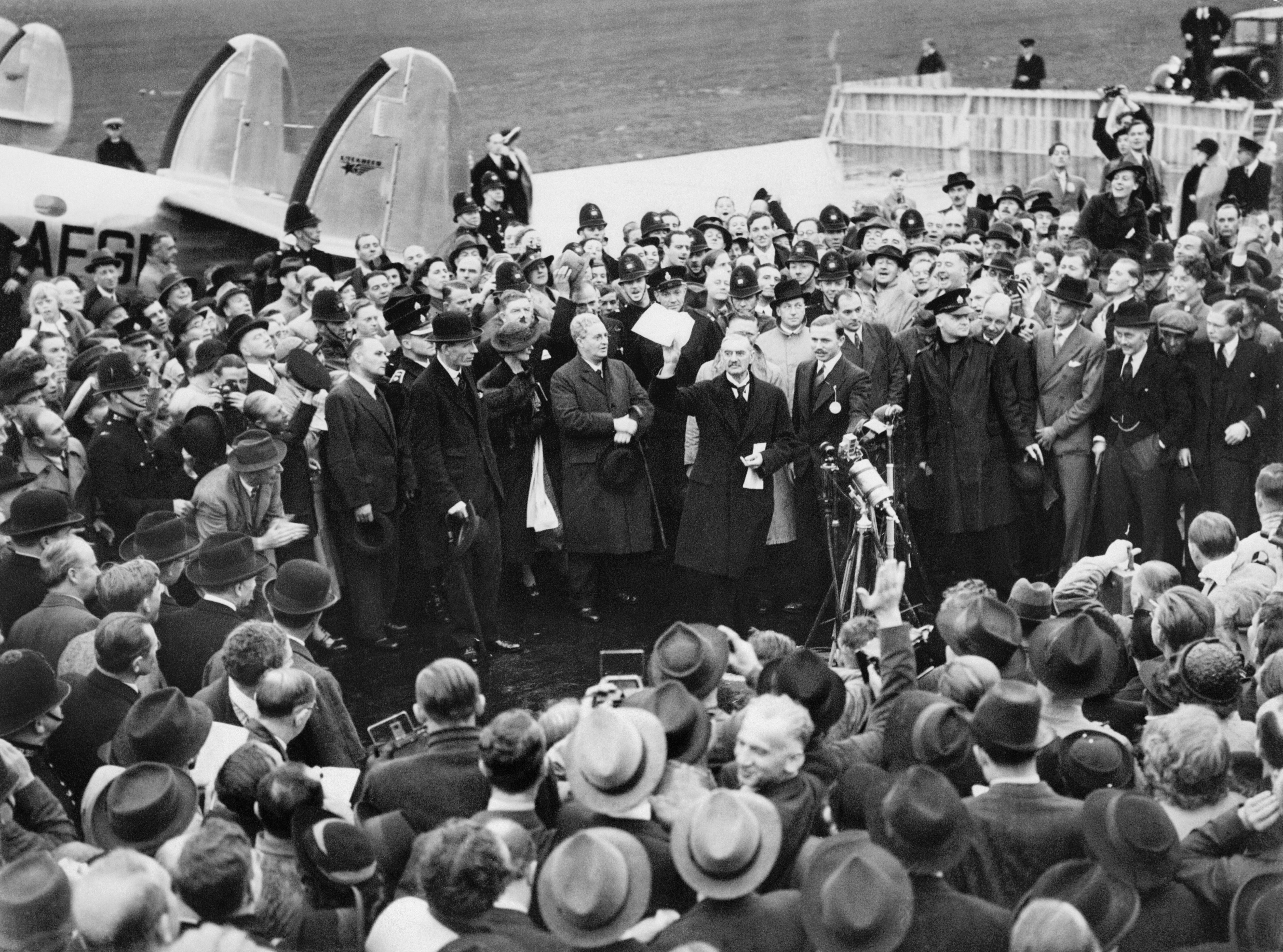
Il primo ministro del Regno Unito Neville Chamberlain mostra alla stampa una copia dell'accordo, sottoscritto a Monaco il 30 settembre 1938

I quattro capi di Stato si incontrarono il 29 settembre ed il primo atto di Hitler fu quello di ignorare le richieste di Chamberlain sulla presenza di un rappresentante cecoslovacco. Il giorno successivo fu firmato l'accordo, nel quale, in cambio della rinuncia alla guerra, i Sudeti sarebbero stati totalmente germanizzati, l'evacuazione della popolazione cecoslovacca avrebbe dovuto svolgersi tra il 1º ed il 10 ottobre e le rivendicazioni polacche ed ungheresi sarebbero state soddisfatte; una volta ratificato l'accordo ne fu data comunicazione ai delegati cecoslovacchi, giunti a Monaco come "osservatori" a seguito della delegazione britannica. La notizia venne accolta a Praga con amarezza ma Beneš respinse l'idea dei suoi generali della guerra contro la Germania, nella speranza di un intervento Alleato.

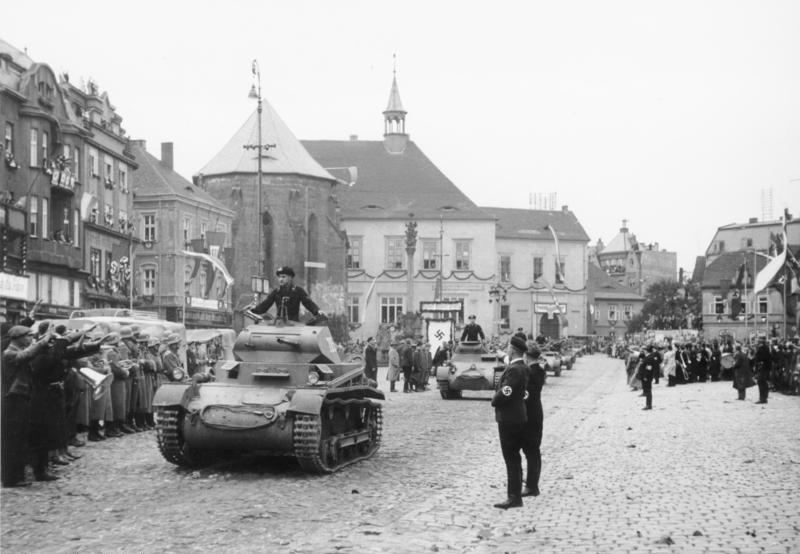
Truppe tedesche sfilano nella rinominata "piazza Adolf Hitler" a Chomutov, in Boemia

Il 1º ottobre, dopo che Chamberlain e Daladier erano stati accolti trionfalmente al rientro a Londra ed a Parigi dalle popolazioni felici di avere evitato un'altra guerra, le truppe tedesche fecero il loro ingresso nei Sudeti e il giorno 5 Beneš diede le dimissioni da presidente della Cecoslovacchia, sostituito da Emil Hácha.
Risolta la questione dei Sudeti, Hitler proseguì nel suo intento di smantellare lo Stato cecoslovacco, incoraggiando l'Ungheria ad aumentare le sue rivendicazioni per l'autonomia dei territori della Rutenia e della Slovacchia, reclutando al tempo stesso degli agitatori al fine di giustificare un'eventuale occupazione tedesca come unica alternativa al caos ed al disordine; il nuovo presidente Hácha cadde nella trappola e fece imprigionare alcuni elementi di spicco tra i separatisti slovacchi, licenziando inoltre il primo ministro Jozef Tiso, e la conseguenza fu un'immediata votazione del parlamento slovacco a favore dell'indipendenza.
La situazione di ingovernabilità indusse Hácha a chiedere un incontro con Hitler, che avvenne il 14 marzo 1939, dove il Führer sostenne che, data la situazione nel paese, si vedeva costretto ad inviare le proprie truppe e sarebbe stato fondato un protettorato, con la garanzia di una certa libertà nazionale, ma questo sarebbe avvenuto solo a condizione che l'esercito cecoslovacco non avesse resistito, in caso contrario il paese sarebbe stato trattato come Stato conquistato. Allo stesso momento diede le istruzioni a Keitel, Capo di stato maggiore della Wehrmacht, per l'invasione della Cecoslovacchia. Il presidente Hácha si vide costretto a firmare un documento con il quale «affidava con fiducia la sorte del popolo e del paese ceco nelle mani del Führer del Reich tedesco»: il pomeriggio dello stesso giorno i primi mezzi corazzati tedeschi fecero il loro ingresso nel paese ed il 15 marzo avvenne l'occupazione di Praga. L'occupazione della capitale si completò entro la sera ed alla popolazione fu imposto il coprifuoco. A questo punto la Germania controllava anche la Cechia, che venne rinominata protettorato di Boemia e Moravia, mentre ad est si formò la Repubblica Slovacca sotto la dittatura di Josef Tiso, anche se una parte dei territori della repubblica furono dati all'Ungheria ed alla Polonia. A questo punto Hitler aveva veramente messo le basi per il Grande Reich tedesco, e l'obiettivo seguente era la Polonia.

## La questione di Danzica

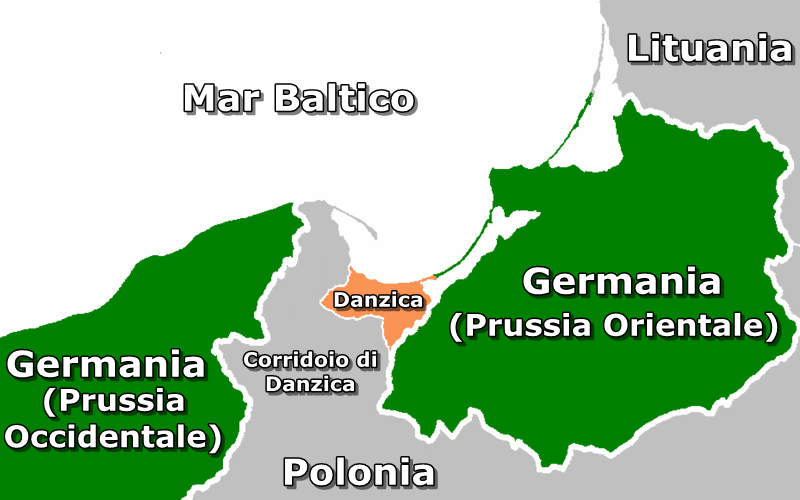
Il corridoio e la Città di Danzica

Gli eventi che si erano succeduti dal 1934 ed ai quali le potenze europee avevano opposto in alcuni casi una minima resistenza ed in altri una quasi totale acquiescenza non fermarono i desideri espansionistici di Hitler, il quale, una volta ottenuta l'annessione dell'Austria e dei Sudeti e la creazione del protettorato in Cecoslovacchia, rivolse il suo sguardo verso la Polonia, nel quadro generale del suo pensiero che comprendeva, oltre alla creazione della "Grande Germania", la realizzazione dell'espansione del nazionalsocialismo verso est, il cosiddetto Lebensraum, lo spazio vitale che egli aveva teorizzato nel Mein Kampf e che avrebbe previsto in seguito, nel quadro più generale del Generalplan Ost, anche l'invasione dell'Unione Sovietica.

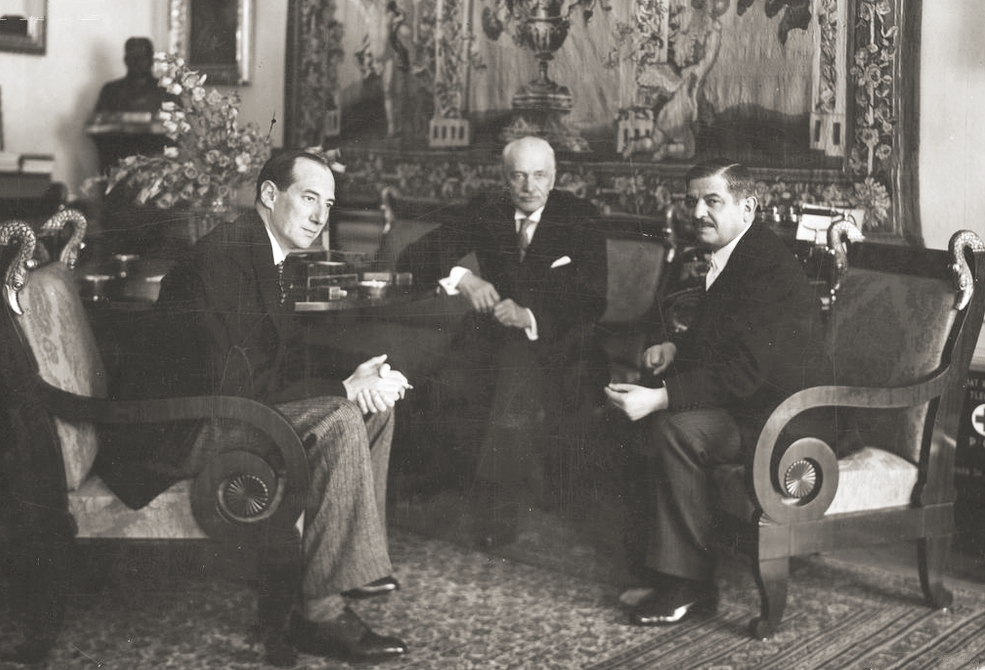
Il ministro degli esteri polacco Józef Beck (a sinistra), insieme al presidente Ignacy Mościcki ed al primo ministro francese Pierre Laval nel 1935

Il primo passo fu, il 21 marzo, la presentazione di tre richieste al Governo polacco: la restituzione della città di Danzica, il consenso alla costruzione di una ferrovia e di un'autostrada extraterritoriali, ossia privi di dazi doganali, che consentissero il collegamento tra la Germania e la Prussia Orientale attraverso il cosiddetto corridoio di Danzica, ceduto alla Polonia per consentirle uno sbocco sul mar Baltico, ed infine una garanzia, a lunga scadenza, del nuovo assetto territoriale; tali richieste erano in precedenza state avanzate, in via ufficiosa, dal Führer al ministro degli esteri polacco Józef Beck, in un incontro avvenuto a Berchtesgaden il 5 gennaio, con la motivazione che la città ed il suo territorio circostante, ceduti alla Polonia a seguito del trattato di Versailles e resa "città a statuto speciale", sotto il controllo della Società delle Nazioni, erano abitati da cittadini di nascita tedesca per il 95% della popolazione. Durante questi colloqui, Ribbentrop disse a Beck che venisse attuato "a general settlement of all existing possible points of conflict" cioè "un generale aggiustamento di tutti i possibili punti di conflitto", incentrato proprio sulle cessioni territoriali e di diritti di passaggio sul Corridoio.
Il 22 marzo i tedeschi occuparono la città di Memel in Lituania e, il 31 marzo, Neville Chamberlain tenne un discorso nel quale garantì l'appoggio della Gran Bretagna e della Francia alla Polonia in caso di violazione dei suoi confini ma questo non servì per fermare le intenzioni di Hitler, il quale, il 3 aprile, emise una direttiva segreta denominata "Fall Weiß", "caso bianco", che ordinava allo Stato maggiore generale tedesco di preparare un piano per l'invasione della Polonia; il 4 aprile, il Führer convocò l'ambasciatore polacco a Berlino Józef Lipski, comunicandogli che i termini delle richieste precedentemente avanzate "non erano più negoziabili". L'atteggiamento si aggravò ulteriormente il 28 aprile, quando Hitler tenne un discorso al Reichstag nel quale sostenne l'umiliazione dei rappresentanti tedeschi a Versailles e la violazione, da parte della Polonia, della dichiarazione di non aggressione decennale stipulata nel 1934; Gran Bretagna e Francia tentarono di coinvolgere l'Unione Sovietica in un accordo di protezione della Polonia ma la reciproca diffidenza, ed il rifiuto della Polonia ad accettare l'idea dell'Armata Rossa che operasse nel proprio territorio, provocarono la sospensione dei negoziati.

## Il patto Molotov-Ribbentrop

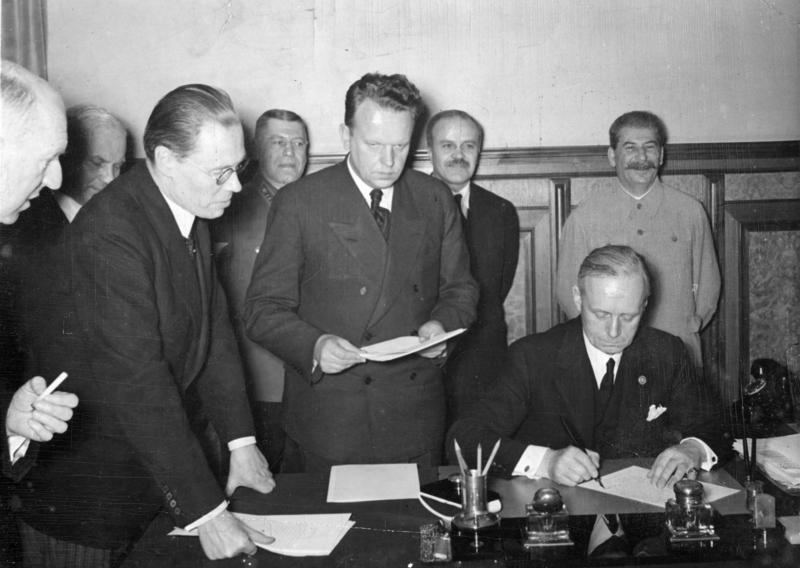
Il ministro degli esteri tedesco Joachim von Ribbentrop firma il patto Molotov-Ribbentrop; alle sue spalle il leader sovietico Iosif Stalin

Hitler prese la decisione di invadere il paese immediatamente dopo il rifiuto polacco alle sue richieste, comunicatogli il 26 marzo, ma ciò che lo preoccupava era la possibile reazione dell'Unione Sovietica e, allo scopo, Hitler avviò trattative tra i due paesi sfruttando l'avversione di Stalin per "l'occidente capitalista"; uno dei timori di Stalin era quello del desiderio delle potenze occidentali di "abbattere la rivoluzione"; timore giustificato dall'invio, tra il 1918 ed il 1922, di forze di spedizione inviate dall'occidente europeo e dagli Stati Uniti allo scopo di distruggere il neonato stato bolscevico. Questo infatti era un elemento comune, a dispetto delle grandi differenze ideologiche che separavano i due capi di Stato. Stalin considerò che un accordo con la Germania avrebbe messo l'Unione Sovietica al riparo da un conflitto tra i due paesi.
I negoziati si conclusero positivamente il 23 agosto 1939, con la firma del patto Molotov-Ribbentrop, dal nome dei due ministri degli esteri Vjačeslav Michajlovič Molotov e Joachim von Ribbentrop, ossia un patto di non aggressione che consentì alla Germania di non temere un'offensiva da est, nonché di continuare ad usufruire delle forniture di petrolio, grano ed acciaio provenienti dall'Unione Sovietica. Al termine delle ostilità era previsto che i due paesi spartissero l'Europa orientale in due sfere di influenza, ed in particolare la divisione della Polonia sulla linea della Vistola e la spartizione dei Paesi Baltici.
Il patto suscitò ovviamente reazioni politiche e diplomatiche immediate: a livello di opinione le reazioni in Francia ed in Italia di comunisti e fascisti furono di stupore: mentre i primi ritennero che l'Unione Sovietica era stata costretta a firmarlo per prevenire la minaccia di un attacco, i secondi sostennero la tesi opposta, ossia che era la Germania a doversi proteggere da una possibile minaccia proveniente da est; a livello diplomatico il patto indusse il Regno Unito a firmare il 25 agosto un patto di difesa comune con la Polonia ed un accordo con la Francia, attraverso il quale i due paesi si impegnavano reciprocamente a sostenersi in qualunque evento bellico che avesse coinvolto uno dei due, e tali accordi suggerirono ad Hitler di rinviare l'attacco, inizialmente previsto per il 26 agosto al 1º settembre.

## Le ultime richieste della Germania

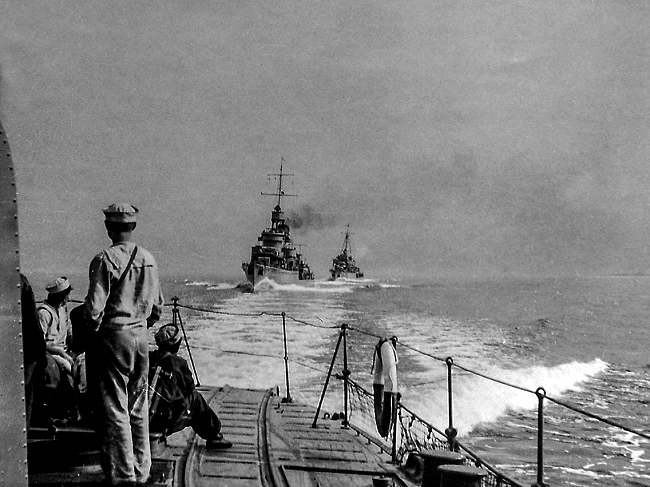
Cacciatorpediniere della marina polacca, il 30 agosto 1939, si dirigono verso i porti della Gran Bretagna nel quadro dell'operazione Peking

Il 29 agosto, con le truppe già schierate e pronte ad avanzare, Hitler comunicò a Londra la sua disponibilità a ricevere un plenipotenziario polacco per proseguire le trattative, trasmettendo, attraverso il ministro degli esteri Ribbentrop, le sue ultime offerte per evitare la guerra: queste furono inoltrate a mezzanotte all'ambasciatore britannico Nevile Henderson e comprendevano il ritorno alla Germania di Danzica, mentre la città di Gdynia sarebbe rimasta alla Polonia, lo svolgimento di un referendum popolare nel corridoio da tenersi entro l'anno, per chiedere alla popolazione il parere sul ritorno alla Germania o la permanenza in Polonia, e la possibilità di uno scambio tra le minoranze etniche dei due paesi.
La Gran Bretagna inoltrò le richieste a Varsavia, pur riconoscendo che esse erano già state precedentemente respinte e soprattutto che venivano presentate sotto forma di ultimatum, con l'unico scopo di ottenere un ulteriore rifiuto. Il governo polacco, comunque disilluso sulle intenzioni di Hitler di rinunciare alla guerra, non volle lasciare nulla di intentato e, il 30 agosto, l'ambasciatore polacco Józef Lipski si recò a colloquio con Ribbentrop: questi gli chiese se era in possesso di pieni poteri per trattare, ma la risposta fu negativa e quindi il negoziato non poté procedere; immediatamente fu trasmessa a Francia e Regno Unito la comunicazione del rifiuto da parte della Polonia, sia dell'offerta che della volontà di intavolare trattative, facendo venire meno tutte le ipotesi di soluzione pacifica del contenzioso territoriale.
A causa del termine delle trattative, il governo polacco dette ordine alle unità della sua marina di salpare verso la Gran Bretagna, nel quadro della cosiddetta operazione Peking, ritenendo che, restando nei porti, in caso di conflitto queste sarebbero state inutilmente sacrificate; contemporaneamente gli aerei lasciarono gli aeroporti in cui erano dislocati per recarsi nei campi di aviazione operativi ed il maresciallo di Polonia Edward Rydz-Śmigły annunciò la mobilitazione delle truppe.